# Villanueva de Alcorón (kommun)
Villanueva de Alcorón är en kommun i Spanien.   Den ligger i provinsen Provincia de Guadalajara och regionen Kastilien-La Mancha, i den centrala delen av landet, 130 km öster om huvudstaden Madrid. Antalet invånare är 188.